# Bo Holmberg
Bo Lindor Holmberg (* 17. November 1942 in Härnösand; † 10. Februar 2010 in Stockholm) war ein schwedischer Politiker.

## Biografie
Nach dem Besuch der Volkshochschule (Folkhögskola), die er 1968 mit einem Examen als Socionom abschloss, war er als Schulassistent, Planungssekretär sowie als Politischer Sekretär tätig.
Holmberg, der Mitglied der Sozialdemokratischen Arbeiterpartei (Sveriges socialdemokratiska arbetareparti) war, begann seine politische Laufbahn als Mitglied des Sozialausschusses seiner Geburtsstadt Härnösand zwischen 1969 und 1973. Zugleich war er 1971 bis 1976 als Mitglied des Stadtrats und dort auch von 1974 bis 1976 Mitglied des Verwaltungsvorstands. 1978 erfolgte seine Wahl zum Bezirksvorsteher in Ångermanland, wo er auch Vorstandsmitglied der SAP war. 1976 wurde er Mitglied der Provinzialversammlung (Landstingsråd) von Västernorrlands län.
Nach der Wahl zum Schwedischen Reichstag 1982 wurde er von Ministerpräsident Olof Palme am 19. September 1982 zum Minister für Kommunale Angelegenheiten in die Regierung berufen. Im Rahmen einer Kabinettsumbildung übernahm er dann am 1. Januar 1983 das Amt des Innenministers und hatte dieses Amt auch unter Palmes Nachfolger Ingvar Carlsson bis zum 4. Oktober 1988 inne. In diesen Ämtern setzte er sich für eine Neugestaltung der Verwaltung ein, insbesondere durch Dezentralisierung und Eingehung von Kooperationen.
Bei den Reichstagswahlen 1985 wurde er selbst zum Mitglied des Reichstages gewählt und vertrat in diesem bis 1996 den Wahlkreis Västernorrlands län. Im Reichstag gehörte er überwiegend dem Sozialausschuss an, dessen Stellvertretender Vorsitzender er zunächst von 1988 bis 1991 war. Nachdem er von 1991 bis 1994 Vorsitzender des Ausschusses war, war er zuletzt bis 1996 wieder Stellvertretender Vorsitzender des Sozialausschusses. Während dieser Zeit war er auch Vorsitzender des Ad-hoc-Ausschusses, der die 1995 verabschiedete Reform der Psychiatrie (Psykiatrireformen) ausarbeitete.
Nach seinem Ausscheiden aus dem Reichstag wurde er 1996 Chef der Provinzialregierung (Landshövding) der Provinz Södermanlands län und behielt dieses Amt bis 2005.
Zwischen 2005 und 2006 war er zuletzt Generaldirektor der Regierungskanzlei (Regeringskansliet) von Ministerpräsident Göran Persson.
Bo Holmberg war seit 1991 mit der 2003 ermordeten Außenministerin Anna Lindh verheiratet. Holmberg wurde 2010 tot in seiner Wohnung aufgefunden; das Ehepaar hinterließ zwei zum Todeszeitpunkt Holmbergs 16 und 19 Jahre alte Söhne.